# D'Herbomez Creek
D'Herbomez Creek är ett vattendrag i Kanada.   Det ligger i provinsen British Columbia, i den södra delen av landet, 3 500 km väster om huvudstaden Ottawa.
Omgivningarna runt D'Herbomez Creek är en mosaik av jordbruksmark och naturlig växtlighet. Runt D'Herbomez Creek är det tätbefolkat, med 331 invånare per kvadratkilometer.